# Кесаянц, Дмитрий Гагикович
Дмитрий Гагикович Кесаянц (18 июня 1931, Ереван — 14 апреля 2001, там же) — советский и армянский кинорежиссёр, сценарист, автор многочисленных фильмов разных жанров — документальных, короткометражных и полнометражных.

## Биография
Родился в Ереване в потомственной дворянской семье выходцев из Карса, Западная Армения. Предки по отцовской линии были вынуждены сменить настоящую фамилию Багратуни на Кесаянц, чтобы избежать репрессий большевиков. Несмотря на это, НКВД узнал о дворянских корнях семьи, и когда Дмитрию Кесаянцу было 12 лет, он был сослан в Сибирь. В 1949 году Кесаянц вернулся в Армению. Тяжёлому периоду ссылки посвящён последний сценарий Дмитрия Кесаянца «Божья кара», фильм по которому не был снят.
В 1950 году Дмитрий Кесаянц окончил педагогическое училище, а в 1954 году стал актёром Театра Юного Зрителя. В 1957 году он поступил на режиссёрский факультет (ВГИК), в мастерскую-студию Григория Козинцева. По окончании института вернулся в Ереван и до конца жизни работал на киностудии Арменфильм, а также преподавал в Ереванском педагогическом институте им. Х. Абовяна.

## Профессиональная деятельность
Первые же фильмы Дмитрия Кесаянца столкнулись с жёсткой советской цензурой. Короткометражный фильм «Автомобиль Авдо» был сильно урезан, и в итоге так и не был выпущен на экраны. Следующий фильм «Человек с Олимпа» был показан лишь в ограниченном числе кинотеатров. В течение нескольких лет все его сценарии и фильмы цензура отвергала. Однако, несмотря на все профессиональные трудности, Дмитрию Кесаянцу удалось снять целый ряд фильмов, ставших классикой армянского кинематографа. Среди них — ленты «Хозяин и слуга» (1962), «Солдат и слон» (1978, с Ф. Мкртчяном в главной роли), «Автомобиль на крыше» (1980), «Всадник, которого ждут» (1984), «Проклятые» (1991). Последняя лента стала самой кассовой за всю историю армянского кинематографа.

## Память
- В 2011 году 80-летие Дмитрия Кесаянца было отмечено ретроспективным показом его фильмов на Ереванском международном кинофестивале «Золотой абрикос», а также юбилейным вечером в рамках фестиваля «Киноосень»[1].
- Спустя год, во время проведения фестиваля «Киноосень 2012» были представлены книги, посвящённые Д. Кесаянцу[2].
- В 2013 году кинорежиссёр Ален Менуа, когда-то учившийся у Д. Кесаянца, снял посвящённый ему документальный фильм «Дмитрий Кесаянц. Первое знакомство…»[3]

## Фильмография
| Год  |     | Название               | Роль                     |
| ---- | --- | ---------------------- | ------------------------ |
| 1962 | ф   | Хозяин и слуга         | режиссёр                 |
| 1966 | кор | Автомобиль Авдо        | режиссёр, сценарист      |
| 1967 | док | С добрым утром!        | Имя персонажа не указано |
| 1969 | ф   | Царь Чах-Чах           | режиссёр, сценарист      |
| 1970 | ф   | Выстрел на границе     | режиссёр                 |
| 1972 | док | «Песня вечности»       | Имя персонажа не указано |
| 1974 | ф   | Человек с «Олимпа»     | режиссёр                 |
| 1975 | ф   | Вдохновение            | режиссёр, сценарист      |
| 1977 | ф   | Солдат и слон          | режиссёр, сценарист      |
| 1980 | ф   | Автомобиль на крыше    | режиссёр, сценарист      |
| 1983 | ф   | Пожар                  | режиссёр, сценарист      |
| 1984 | ф   | Всадник, которого ждут | режиссёр                 |
| 1988 | ф   | Трое из нас            | режиссёр                 |
| 1991 | ф   | Проклятые              | режиссёр                 |